# 스크린골프
스크린골프는 골프를 실내에서 즐길 수 있도록 제작된 시스템이다. 골프 시뮬레이터(Golf simulator)라고도 한다. 이 시스템을 이용한 일명 골프방이라고 하는 신규 창업아이템이 각광받고 있다.

## 구성
스크린 골프는 다음과 같은 구성으로 되어있다.
1. 센서: 플레이어가 친 공의 탄도,방향,거리,스피드,회전.등을 판독하여 데이터화 시키는 센서
2. 스크린: 프로젝터가 보여주는 영상을 보여주기 위한 하얀 광목천 스크린
3. 프로젝터: 스크린 골프 영상을 크게 보여주기 위한 프로젝터
4. 컴퓨터: 골프시뮬레이터 프로그램을 실행시키기 위한 컴퓨터
5. 스윙플레이트: 페어웨이나 러프의 라이에 따라 자동으로 경사를 구현하는 시스템
6. 오토티업기:자동으로 공을 공급해주는 시스템,티의 높낮이를 조절할 수 있는 시스템
7. 퍼팅시뮬레이터: 3미터내외 퍼팅시 그린언듈레이션에 따라 그린라이가 표현되는 퍼팅장비
8. 모션카메라or cc카메라: 스윙시 플레이어가 친 스윙모습을 반복하여 보여줄 수 있는 캠코더 또는 cc카메라

## 스크린골프의 유래
스크린골프의 정식 명칭은 골프 시뮬레이션 시스템 또는 골프 시뮬레이터 라고 불린다. 1990년대 초 미국 등에서 시뮬레이션 기능을 골프에 적용한 것이 시초로 플레이어가 즐기는 용도가 아닌 비거리 및 탄도를 분석하기 위한 연구용으로 사용되었다.
이후 플레이어의 직관성을 높이기 위해 볼의 방향, 궤적, 움직임, 스피드 및 그래픽적인 요소들을 추가하여 연구용이 아닌 가상의 라운딩을 즐길 수 있는 골프 시스템으로 발전하게 되었다.